# 1956年メルボルンオリンピックのフランス選手団
1956年メルボルンオリンピックのフランス選手団（1956ねんメルボルンオリンピックのフランスせんしゅだん）は、1956年11月22日から12月8日にかけてオーストラリアのメルボルンで開催された1956年メルボルンオリンピックのフランス選手団、およびその競技結果。

## 概要
今大会は金メダル4個、銀メダル4個、銅メダル6個の合計14個のメダルを獲得した。

## メダル
| メダル | 選手名                                                                                | 競技   | 種目                  |
| ------ | ------------------------------------------------------------------------------------- | ------ | --------------------- |
| 金     | アラン・ミムン                                                                        | 陸上   | 男子マラソン          |
| 金     | アルノー・ジェル モリス・ムシェロー ミシェル・ヴェルミュラン                          | 自転車 | 男子団体ロードレース  |
| 金     | ミシェル・ルソー                                                                      | 自転車 | 男子スプリント        |
| 銀     | アルノー・ジェル                                                                      | 自転車 | 男子個人ロードレース  |
| 銀     | ミシェル・ヴェルミュラン ルネ・ビアンキ ジャン・グラチィク ジャン＝クロード・ルカント | 自転車 | 男子4000m団体追い抜き |